# A Onda Traz, O Vento Leva
A Onda Traz, O Vento Leva (deutsch Ebbe und Flut) ist ein brasilianisch-spanischer Kurzfilm von Gabriel Mascaro aus dem Jahr 2013. In Deutschland feierte der Film am 3. Mai 2013 bei den Internationalen Kurzfilmtagen in Oberhausen Premiere.

## Handlung
Rodrigo ist taub, baut aber dennoch in einer Werkstatt am Stadtrand von Recife Autoradios ein. Die Töne dringen zu ihm durch und lassen sein Herz schneller schlagen.

## Auszeichnungen
Internationale Kurzfilmtage Oberhausen 2013
- Lobende Erwähnung der Internationalen Jury

- sowie mindestens 13 weitere Auszeichnungen